# شهرستان گدزدن (فلوریدا)
شهرستان گدزدن، فلوریدا (به انگلیسی: Gadsden County, Florida) یک سکونتگاه مسکونی در ایالات متحده آمریکا است که در فلوریدا واقع شده‌است.

## خصوصیات
شهرستان گدزدن ۱٬۳۷۰٫۱۱ کیلومترمربع مساحت دارد.